# Thierno Barry
Thierno Barry (* 21. Oktober 2002 in Lyon) ist ein französisch-guineischer Fußballspieler. Seit 2025 steht der Stürmer in England beim FC Everton unter Vertrag.

## Spielerkarriere

### Vereine
Barry wuchs in einer Banlieue von Lyon auf, ehe er mit 16 Jahren in die Jugend des Sporting Club de Toulon aufgenommen wurde. 2021 schloss er sich im Seniorenbereich dem FC Sochaux an. Dort kam der hochgewachsene Stürmer jedoch ausschließlich in der zweiten Mannschaft zum Einsatz, die in der fünftklassigen Championnat National 3 antrat. Als sein Vertrag nach einem Jahr auslief, verließ er den Verein im Sommer 2022 wieder.

#### SK Beveren
Nach einem Probetraining beim RC Lens, das ohne anschließende Verpflichtung blieb, ging er stattdessen nach Belgien und schloss sich zur Saison 2022/23 dem dortigen Zweitligisten SK Beveren an, der ihn zunächst mit einem Zweijahresvertrag ausstattete. Dort konnte sich Barry auf Anhieb als Stammspieler und Leistungsträger durchsetzen, woraufhin sein Vertrag bereits im März 2023 vorzeitig um ein Jahr bis 2025 verlängert wurde. Am Saisonende verpasste er mit der Mannschaft als Tabellen-Zweiter nur knapp den Aufstieg in die erste Liga. Ihm selbst gelangen dabei in 31 Ligaspielen insgesamt 20 Tore sowie fünf Torvorlagen, womit Barry Torschützenkönig der Liga wurde. Zudem erhielt er eine Auszeichnung als „Spieler der Saison“ der Liga.

#### FC Basel
Im Anschluss verpflichtete ihn im Sommer 2023 gegen Zahlung einer Ablösesumme der Schweizer Superligist FC Basel, bei dem er einen Vierjahresvertrag bis 2027 unterschrieb. Beim FC Basel erwischte Barry mit der Mannschaft einen harzigen Start in die Saison und blieb in den ersten 18 Ligaspielen ohne Torerfolg. Am 30. Januar 2024 endete Barrys Torflaute dank einem Doppelpack im Auswärtsspiel gegen den FC Winterthur. In den übrigen 17 Spielen bis zum Saisonende gelangen ihm insgesamt neun Treffer.
Zu Beginn der folgenden Saison 2024/25 wirkte Barry in drei der ersten vier Ligaspiele mit, wobei ihm fünf Tore gelangen. Hinzu kamen noch drei weitere Tore im Pokalwettbewerb, ehe er den Verein im August 2024 verließ.

#### FC Villareal
Im August 2024 verpflichtete der spanische Erstligist FC Villarreal Barry gegen Zahlung einer kolportierten Ablösesumme von 13,5 Millionen Euro zuzüglich Boni an den FC Basel. Bei den Spaniern unterschrieb er einen Fünfjahresvertrag bis 2029. Dort konnte er sich ebenfalls als Stammspieler etablieren und in der laufenden Saison 2024/25 mit insgesamt elf Toren in 35 Einsätzen auf sich aufmerksam machen. Im März 2025 wurde der 22-Jährige daraufhin erstmals in die französische U21-Nationalmannschaft berufen.

#### FC Everton
Bereits in der Folgesaison folgte im Juli 2025 der Wechsel zum FC Everton nach England, der ihn für vier Jahre verpflichtete.

### Nationalmannschaft
Nachdem Barry in seiner Jugend zuvor weder beim französischen noch beim guineischen Fußballverband in einer Nachwuchsauswahl mitgewirkt hatte, wurde er im März 2025 infolge seiner Leistungen beim FC Villareal im Alter von 22 Jahren erstmals in die französische U21-Nationalmannschaft berufen und gab dort am 21. März beim anschließenden Freundschaftsspiel gegen England sein Debüt als Juniorennationalspieler. Mit der französischen Auswahl nahm Barry im Sommer 2025 an der U21-Europameisterschaft teil und kam dort in allen fünf Turnierspielen zum Einsatz, ehe die Mannschaft im Halbfinale gegen Deutschland ausschied.

## Erfolge und Auszeichnungen
- Torschützenkönig der belgischen Division 1B: 2023 (20 Tore)
- Spieler der Saison der belgischen Division 1B: 2023